# A Championship
L'A Championship è stato il terzo livello del sistema calcistico del campionato irlandese dal 2008 al 2011. Organizzato dalla FAI League of Ireland, fu pensato da collegamento tra le due divisioni professionistiche e le leghe locali affiliate separatamente dalle quattro associazioni calcistiche provinciali irlandesi (Leinster Football Association, Munster Football Association, Connacht Football Association, ed Ulster Football Association - quest'ultima controlla soltanto il sistema calcistico delle tre contee dell'Ulster che fanno parte della Repubblica d'Irlanda, ovvero Cavan, Donegal e Monaghan).
La prima edizione ha preso il via a giugno 2008, ma già nel 2011 il torneo è economicamente fallito.

## Stagione 2008

### Composizione
Il 19 dicembre 2007, la FAI ha annunciato che quattro team parteciperanno al terzo livello calcistico irlandese, ovvero: Mervue United, Tullamore Town, Salthill Devon, e Sporting Fingal. Quest'ultimo team ha preso poi il posto del Kilkenny City in First Division, che ha rinunciato a richiedere l'affiliazione per "mancanza di risorse finanziarie, scarsità di risultati ed irrisorio numero di spettatori paganti".

### Formula
La prima classificata aveva la possibilità di sfidare l'ultima di First Division per un posto nella seconda divisione irlandese sulla base di un play-off promozione/retrocessione con gara di andata e ritorno. La vincitrice dell'A Championship riceveva un premio economico di 20000 €.

### A Championship Shield
A questo torneo non hanno preso parte i team di nuova formazione, ma soltanto quelli che partecipavano già alla Premier Division
Questa la composizione dei gruppi della prima edizione:
- Gruppo A:  Cork City,  Cobh Ramblers,  Galway Utd
- Gruppo B:  St Patrick's,  UCD,  Bray Wanderers
- Gruppo C:  Drogheda Utd,  Bohemians,  Shamrock Rovers
- Gruppo D:  Finn Harps,  Derry City,  Sligo Rovers

Le squadre si affrontano in incontri di andata e ritorno (sei giornate, quattro gare per ciascun team). La prima classificata di ciascun gruppo andò alla semifinali che si disputano il week-end del 25 maggio 2008 (Gruppo A - Gruppo B; Gruppo D - Gruppo C).
La finale si disputa il week-end del 1º giugno 2008.